# Dichagyris forcipula
Dichagyris forcipula là một loài bướm đêm trong họ Noctuidae.